# GREAT ADVENTURE (真心ブラザーズのアルバム)
『GREAT ADVENTURE』（グレート・アドベンチャー）は、真心ブラザーズの6枚目のオリジナル・アルバム。1996年9月21日にKi/oon Sony Recordsから発売された。

## 解説
前作から1年4か月ぶりに発売され、累計売上は過去の『KING OF ROCK』、『time goes on』よりも上昇した。収録曲の「S.B.T.」と「SUPER NO BRAIN ULTRA」は、歌詞が記載されていない。

## 収録曲
- 全編曲：真心ブラザーズ
- 作詞・作曲：倉持陽一（4以外）

1. GREAT ADVENTURE FAMILY（1:52）[1]
2. 新しい夜明け（5:47）[1]
カバー・アルバム『真心COVERS』においてセルフカバーされベスト・アルバム『GOODDEST』にも収録。
3. 拝啓、ジョン・レノン（4:13）[1]
14枚目のシングル。
4. スタンダード（3:52）[1]
作詞・作曲：桜井秀俊
5. 君と一緒（4:01）[1]
6. アーカイビズム（4:26）[1]
7. EASY MAN（2:35）[1]
8. S.B.T.（1:54）[1]
9. いいとこ（6:48）[1]
10. ふっきれてる（4:04）[1]
11. SUPER NO BRAIN ULTRA（4:54）[1]
12. 空にまいあがれ（アルバム・ヴァージョン）（4:31）[1]
15枚目のシングル。
ベスト・アルバム『GOODDEST』には、このバージョンで収録された。